# إسكندر عامري الكعبي
اسکندر عامري كعبي (عامری پور) موالید 1936 فی مدینه الأهواز - ولد اسکندر العامري الکعبی (عامری پور) ابن الحاج حمادي بن عثمان بن نبهان الکعبی، عام 1937 فی مدینه الأهواز في حی العامرية.
فقد أمه فی سن الطفولة وحرم من حنانها والتجأ إلى دلال أبيه وکان أبوه مهتما جدا بدراسه أبناءه. فحصل اسكندر على شهادة ديبلم في الرياضيات وتوظف في دائرة الكهرباء في مدينته.
اما لاتقانه الإنجليزية عمل وتواصل كثيرا مع الأجانب الوافدين للاهواز لوجود النفط والشركات النفطية، وحينها ومعهم أحب الأفلام وعشق السينما.
عزم اسكندر أن يحقق احلامه في العمل السينمائي فسافر عام 1961 في سفينة تدعی کان کویین مري لأميركا وتوظف ونشط في هوليوود فی مجال الإنتاج السينمائي وکان مساعد مخرج، لكبار المخرجين الأمريكيين ومنهم جان فورد.